# Провінція Інаба
Провінція Інаба (яп. 因幡国 — інаба но куні, «країна Інаба»; 因州 — інсю, «провінція Інаба») — історична провінція Японії у регіоні Тюґоку на заході острова Хонсю. Відповідає східній частині сучасної префектури Тотторі.
Провінція Інаба була утворена у 7 столітті. Її адміністративний центр знаходився у сучасному місті Тотторі.
З 14 по 16 століття провінція належала до володінь роду Ямана. В період Едо (1603—1867) вона входила до володіння Тотторі-хан, яким правив рід Ікеда.
У результаті адміністративної реформи 1871 року, провінція Інаба увійшла до складу новоствореної префектури Тотторі.

## Повіти провінції Інаба
- Іваі 巨濃郡
- Кета 気多郡
- Омі 邑美郡
- Такакуса 高草郡
- Тідзу 智頭郡
- Хомі 法美郡
- Якамі 八上郡